# クラスで一番の彼女、実はボッチの俺の彼女です
『クラスで一番の彼女、実はボッチの俺の彼女です』（クラスでいちばんのかのじょ、じつはボッチのおれのかのじょです）は、七星蛍による日本のライトノベル。イラストは、万冬しまが担当している。2018年11月12日よりKADOKAWAの小説投稿サイト『カクヨム』にて連載開始し、2020年2月から角川スニーカー文庫（KADOKAWA）により書籍化されている。略称は「かのかの」 。

## 登場人物
篠宮 誠司（しのみや せいじ）
主人公。選択ボッチ。責任感が強く、ペアの日直を一人で、文化祭の準備を一人でやろうとする傾向。琴音曰く「頼り方がわからない」
神崎 琴音（かんざき ことね）
学年首席、モデルをしているセミロングの超絶美少女。誠司曰く「太陽のような性格」で男女問わずに好かれる。一人で文化祭の準備をしている誠司を手伝ったのがきっかけで秘密につきあうようになった。
舞浜 凛（まいはま りん）
琴音の親友。琴音とサッカー部のマネージャーをしていたがあることをきっかけにやめる。
水田 俊（みずた しゅん）
サッカー部の部員で、学年からの人気も高い。イケメン。
波盾 すみれ（なみたて すみれ）
生徒会長。卓球部の突き上げに対し、中立な立場で文芸部の部室、部員確保のために誠司に協力。
姫島 かぐや（ひめじま かぐや）
誠司の中学時代からの後輩で、ラノベ好きということで意気投合。誠司を追いかけるようにして同じ高校へ進学してきた。
玉枝 蓬（たまえだ よもぎ）
かぐやの同級生で同じクラス。『告白スペクタル（告スペ）』の作者。ペンネームは「蓬莱」。新人賞を獲得。
篠宮 美玖（しのみや みく）
誠司の妹。一人称は、「美玖」。中学3年生で琴音に勉強を教えてもらっている。
糸井 香純（いとい かすみ）
琴音と誠司の担任。担当教科は、現代文。文芸部顧問。一部の生徒と愛海からは、「香純ちゃん」と呼ばれている。
絹川 愛海（きぬがわ まなみ）
かぐやの担任。香純の2歳下の後輩。かぐやの事を心配しておりバイト申請の際、誠司に「姫島さんを気にかけてあげて。わたしと似てるから」と言った。

## 既刊一覧
- 七星蛍（著）・万冬しま（イラスト）『クラスで一番の彼女、実はボッチの俺の彼女です』KADOKAWA〈角川スニーカー文庫〉、既刊2巻（2020年6月1日現在）
  1. 2020年2月1日初版発行（同日発売[2]）、ISBN 978-4-04-109167-8
  2. 2020年6月1日初版発行（同日発売[3]）、ISBN 978-4-04-109172-2

## 賞歴・ノミネート歴
| 発表年 | 賞                             | 部門     | 対象                                         | 結果   |
| ------ | ------------------------------ | -------- | -------------------------------------------- | ------ |
| 2019   | 第4回カクヨムWeb小説コンテスト | ラブコメ | クラスで一番の彼女、実はボッチの俺の彼女です | 特別賞 |